# Charles Fourier
François Marie Charles Fourier, francoski mislec, predstavnik utopičnega socializma; * 7. april 1772, Besançon, Francija, † 10. oktober 1837, Pariz. 

## Življenje
François Marie Charles Fourier je bil rojen 7. aprila 1772 v Besançonu; izhajal je iz siromašne družine majhnega poslovneža.
Sprva ga je bolj kot očetova trgovina zanimala arhitektura, pravzaprav si je želel postati inženir, vendar ni imel nobene možnosti, da bi ga sprejeli v lokalno šolo za vojaške inženirje, saj ni bil sin plemiča. Kasneje je spoznal, da bi mu omenjena šola porabila preveč dragocenega časa in mu preprečila uresničiti željo po »pomoči« človeštvu.
Julija leta 1781 mu je umrl oče, od katerega je podedoval dve petini družinskega premoženja, izhajajočega iz nepremičnin, v vrednosti 200 000 frankov. To nenadno dobljeno »bogastvo« mu je omogočilo številna potovanja po Evropi.
Leta 1791 se je preselil iz Besançona v Lyon, kjer se je zaposlil pri trgovcu 'M. Bousqnetu. V svoji poklicni karieri je nekaj mesecev služboval tudi v Parizu kot vodja urada za statistiko.
Na svojih službenih potovanjih je izražal nezadovoljstvo, saj jih je opravljal v imenu drugih, a za njihovo komercialno korist. V želji, da bi našel znanje, kjerkoli je to mogoče, je Fourier nenehno čutil potrebo po zamenjavi poslovnih družb, ki so ga zaposlovale, kot tudi prebivališč, v katerih je na svojih potovanjih živel, da bi »raziskal« in izkusil nove stvari. Tako je v letih od 1791 do 1816 služboval v Parizu, Rouenu, Lyonu, Marseillu in Bordeauxu.
Kot trgovski potnik in uradnik so bile njegove lastne raziskave in misli časovno omejene – pritoževal se je nad svojim »služenjem prevarljivosti trgovcev« in »varljivimi in ponižujočimi pravicami«, ki so ga omejevale v intelektualni dejavnosti.
Očetova zapuščina mu je omogočila tudi začetek pisateljevanja in širjenja lastnih misli ter pogledov na svet; izoblikoval in pridobil jih je na številnih srečanjih z ljudmi, ki so mu prekrižali pot  v času, ko je bil zaposlen kot trgovski potnik; prav tako je snov za pisanje črpal iz časopisov in lastne notranjosti. Prvo delo je objavil leta 1808. 
Aprila leta 1834 se je Fouriere preselil v Pariz, kjer je 10. oktobra 1837 v starosti 65 let umrl.
Pogrebne procesije (11. oktobra 1837), ki se je vila od njegovega doma do cerkve v Petits-Peresu, se je udeležilo več kot štiristo ljudi.

## Socialna fizika in falansterij
Na temelju Newtonove fizike izgradil svojo socialno teorijo »harmonije«, ki mu je služila kot podlaga za iskanje bolj ali manj za tisti čas utopičnih, a z vidika prihodnosti elementarno uresničljivih rešitev perečih družbenih problemov tistega časa.
Obstoječa družba, »civilizacija« je po Fourierju izšla iz »barbarstva«, sama pa je s čezmernimi vojnami, revolucijami, izkoriščanjem, brezposelnostjo in čezmerno revščino v etičnem pogledu še vedno barbarska. Namesto, da bi napredek industrije povečal blaginjo človeštva, povečuje revščino in konflikte v družbi. Razvojno stopnjo v zgodovini človeštva, ki bi bila »civilizacija« v polnem pomenu besede imenuje »harmonija«, harmoničen ideal pa bi bil združba ljudi iz različnih družbenih slojev, v kateri kljub izključujočim se razlikam, vsi vzajemno sodelujejo in presegajo družbene razlike in konflikte, ki izhajajo iz teh razlik.
Svoj socialni nauk je gradil na Newtonovski fiziki privlačnosti sil, ki imajo svoj ekvivalent v človeških strasteh, skozi strasti se ustvarjajo človekove potrebe, predvsem naravne potrebe po zdravju in blaginji, potreba po zbliževanju s soljudmi in zbliževanju teh osnovnih skupin v višje organizirane falange ali falansterije (fr. phalanstères), ki so osnovne družbene enote. V idealnih razmerah združujejo ti falansteriji 1602 ljudi (od 300 do 400 družin), organizirani pa so  kot kooperativne delniške družbe, ekonomsko utemeljene na agrarni dejavnosti, hkrati pa sposobni razvijati svojo industrijo. Končni smoter falansterija je urejena družba, ki bi harmonično usklajevala interese različnih družbenih skupin, bogatih in revnih, podeželja in mesta, rokodelstva in intelektualcev. V Fourierjevih falansterijih so našli graditeljski zgled številni zgodnejši graditelji delavskih naselij.
Falansterij prav tako ne bi poznal spolnega razlikovanja in bi omogočil ženskam, da tekmujejo pri vseh družbenih funkcijah z moškimi in so protiutež moškemu vplivu, ki je Fourierjevem mnenju bolj robat in zatiralski, saj temelji zgolj na moči. Meščanski zakon naj bi nadomestila svobodna ljubezen. Fourier je tudi prvi, ki je uporabil izraz feminizem (1837). Tako moški kot ženske, bi se v falange združevali na prostovoljni osnovi, nakar bi  sam uspeh delovanja falange, ki bi spodbujal zdrave in ustvarjalne medosebne odnose, predstavljal vzor vsem okoliškim prebivalcem, ki bi se postopoma vključevali v falansterije. 
Zavzemal se je tudi za odpravo trgovskih posrednikov, ki pogosto načrtno povzročijo podražitve poljubnih potrebščin, med prvimi pa je izrazil pravico do eksistenčnega minimuma, do katerega naj privede državno zagotovljena pravica do dela. Proti koncu svojega življenja je pritegnil zanimanje številnih mlajših sodobnikov v Evropi in ZDA, ki so njegov nauk prenovili in ga oddaljili od prvotne šibke 'fizikalne' teoretske opore, hkrati pa poskusili udejanjiti tudi eksperimentalno v praksi. Kljub temu da ti eksperimenti niso dolgo trajali, ker so izhajali iz metafizične priredbe Newtonove fizike, nezanesljivih prognoz družbenega razvoja in dlakocepskega predpisovanja pravil falansterija, so vplivali na prihodnja socialistična, komunistična, anarhistična in sindikalna družbena gibanja. Razmišljanja Charlesa Fourierja je sistematiziral njegov učenec Considérant.

## Dela
- »Théorie des quatre mouvements et des destinées générales« 1808 (Teorija štirih gibanj in štirih poslanstev);
- »Le nouveau Monde industriel« 1829 (Novi industrijski svet);
- »La fausse Industrie« 1835 (Lažna industrija)